# Норрис, Фрэнсис, 1-й граф Беркшир
Фрэнсис Норрис (Норрейс), 1-й граф Беркшир (англ. Francis Norris, 1st Earl of Berkshire; 6 июля 1579 — 31 января 1622) — английский дворянин и придворный.

## Биография
Родился 6 июля 1579 года в Уитеме в графстве Беркшир (сейчас — Оксфордшир). Сын капитана сэра Уильяма Норрейса (1552—1579) и Элизабет Моррисон (? — 1611), дочери сэра Ричарда Моррисона из Кассиобери в Хартфордшире .
Вскоре после его рождения умер отец Фрэнсиса, а позднее его мать получила письмо с соболезнованиями от Елизаветы I.
В феврале 1598 года Норрис отправился во Францию на дипломатическую службу с сэром Робертом Сесилом . В 1599 году он служил на флоте, чтобы отразить угрозу испанского вторжения во время англо-испанской войны (1585—1604). В 1601 году он унаследовал титул 2-го барона Норрейса от своего деда Генри Норрейса. В то же время он унаследовал большие поместья в Оксфордшире и Беркшире, которые были добавлены после смерти его дяди сэра Эдварда Норрейса в 1604 году. Он был вызван в Палату лордов Англии 17 октября 1601 года и занял свое место 21 ноября.
24 марта 1603 года он подписал прокламацию, объявляющую о восшествии на английский королевский престол Якова I в Оксфорде. В мае Генри Клинтон, 2-й граф Линкольн, и Фрэнсис Норрис были отправлены Тайным советом на север, чтобы встретить Анну Датскую в Берик-апон-Туид и сопроводить ее в Лондон. Однако в Донкастере и Норталлертоне они услышали сообщения о задержке, вызванной болезнью королевы в замке Стерлинг, и запросили у Роберта Сесила разрешение вернуться домой.
16 января 1605 года он был произведен в рыцари ордена Бани при посвящении принца Чарльза в герцога Йоркского. В 1605 году он вошел в Грейз-Инн. В 1609 году он отдал дубы из своего поместья на строительство Бодлианской библиотеки. В знак явного королевского благоволения Фрэнсис Норрис присутствовал при посвящении Генри Фредерика в принца Уэльского в 1610 году, а затем Чарльза в принца Уэльского в 1616 году.
Осенью 1613 года он дрался на дуэли с Перегрином Берти, что стало результатом давнего спора с братом Берти, лордом Уиллоуби де Эресби. В сентябре 1615 года Уиллоуби и Норрис встретились на церковном дворе в Бате, и их слуги сражались на мечах. Один из слуг Уиллоуби был убит, а Норриса судили и признали виновным в непредумышленном убийстве. Он был помилован королем.
28 января 1621 года Фрэнсис Норрис получил от короля титулы графа Беркшира и виконта Тейма в Пэрстве Англии, вероятно, по предложению герцога Бекингема. Вскоре после этого, 16 февраля, Фрэнсис Норрейс напал на лорда Скроупа перед другими членами Палаты лордов. Его отправили во Флитскую тюрьму. После освобождения и возвращения в Оксфордшир Фрэнсис Норрис не смог оправиться от унижения и застрелился из арбалета 29 января 1622 года, умерев два дня спустя. Он был похоронен в аббатстве Дорчестер.

## Брак и дети
28 апреля 1599 года лорд Беркшир женился на Бриджит де Вер (6 апреля 1584 — декабрь 1630/март 1631), дочери Эдварда де Вера, 17-го графа Оксфорда (1550—1604), и леди Энн Сесил (1556—1588). Хотя пара жила раздельно к 1606 году. Фрэнсис Норрис стал настолько враждебно относиться к своей отчужденной жене, что он не только лишал ее денег, но и пытался лишить наследства их единственного ребенка, Элизабет, которая унаследовала баронство после смерти своего отца. У Норриса также был внебрачный сын Фрэнсис (1609—1669) от Сары Роуз . Он был посвящен в рыцари и назначен главным шерифом Оксфордшира в 1636 году и был отцом политика сэра Эдварда Норрейса.
- Элизабет Рэй, 3-я баронесса Норрейс (ок. 1603 — 28 ноября 1645)[7] , после смерти своего отца она унаследовал титул баронессы Норрейс.